# Higroskopnost
Higroskopnost je fenomen privlačenja i zadržavanja molekula vode putem apsorpcije ili adsorpcije iz okoline, koja je obično na normalnoj ili sobnoj temperaturi. Ako molekuli vode postanu suspendovani među molekulima supstance, adsorbujuće supstance se mogu fizički promeniti, npr. promena zapremine, tačke ključanja, viskoziteta ili neke druge fizičke karakteristike ili svojstva supstance. Na primer, fino dispergovani higroskopni prah, kao što je so, može vremenom postati grudast zbog sakupljanja vlage iz okruženja.
Delikventni materijali su dovoljno higroskopni da se rastvaraju u vodi koju apsorbuju, formirajući vodeni rastvor.
Higroskopija je neophodna za postizanje hidratacije, ishrane, reprodukcije i/ili širenja semena mnogim biljnim i životinjskim vrstama. Biološka evolucija je stvorila higroskopna rešenja za prikupljanje vode, zateznu čvrstoću filamenta, vezivanje i pasivno kretanje – prirodna rešenja koja se razmatraju u budućoj biomimetici.

## Spoljašnje veze
- Video on the deliquescense of calcium chloride
- The movement of hygroscopic organic salts